# Grafschaft Hoorn

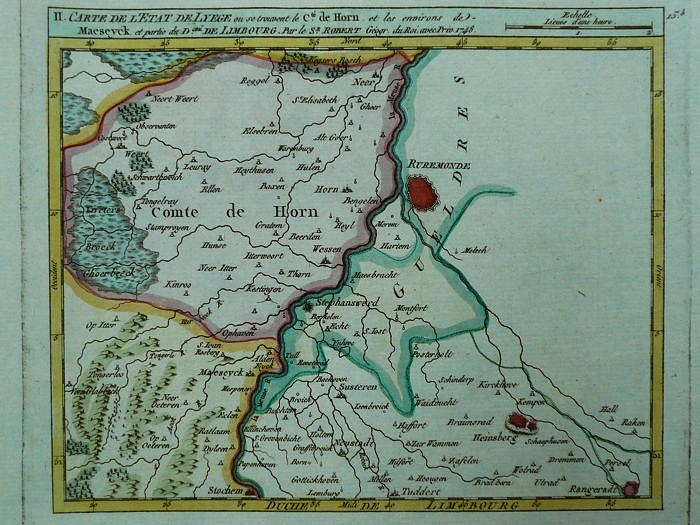
Die Grafschaft im 18. Jahrhundert

Die Grafschaft Hoorn (niederländisch Horn; französisch Hornes) lag in der heutigen niederländischen Provinz Limburg. Die nach dem Adelsgeschlecht Horn benannte Grafschaft bestand aus verschiedenen kleinen Gebieten.

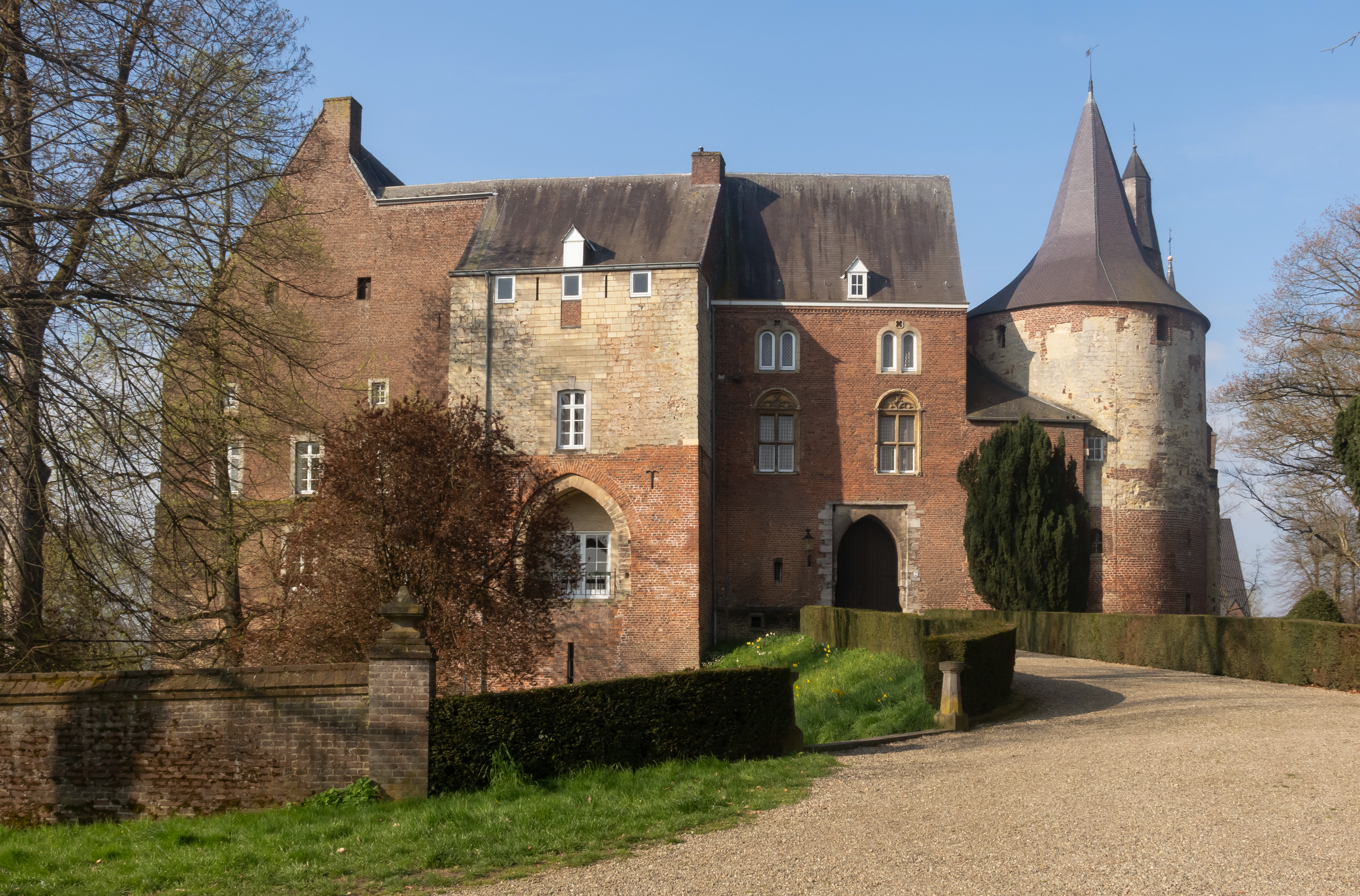
Schloss Horn (Limburg)

Sie wurde 1450 zur Reichsgrafschaft erhoben und gelangte nach dem Tod des Grafen Philippe de Montmorency, Graf von Hoorn, ab 1568 in verschiedene Hände. Das Hochstift Lüttich hatte über sie seit 1576 die Oberaufsicht und erlangte 1614 die vollen Rechte über sie. Spätestens seit diesem Zeitpunkt gehörte sie – wie das Hochstift Lüttich – zum Niederrheinisch-Westfälischen Reichskreis.
1801 kam sie an Frankreich und 1815 an die Niederlande.

## Herren von Horn aus demHaus Horn

Wappen des Hauses Horn

- Engelbert de Hurne, 1102/38 bezeugt
- Engelbert de Hurnen, 1160 bezeugt
- Heinrich von Horn, † 1196, Abt von St. Pantaleon in Köln
- Wilhelm, 1189/91 bezeugt
- Engelbert, 1196/1203 bezeugt
- Gerhard von Horn 1230 bezeugt
- Wilhelm I., † 1264/65, Sohn Wilhelms oder Engelberts, Herr von Horn, Altena und Wessem
- Engelbert von Horn, 1212/64 bezeugt, Bruder Wilhelms I.,
- Wilhelm II., † 1300/1301, Sohn Wilhelms I., Herr von Horn, Altena und Kortessem
- Wilhelm III., † 1301, Sohn Wilhelms II., Herr von Horn
- Gerhard I., † 1330, 1301 Herr von Horn, Bruder Wilhelms III.,
- Wilhelm IV., † 1343, 1330 Herr von Horn, 1322 Herr von Altena, 1335 Herr von Gaesbeek etc.
- Gerhard II., X 1345, 1343 Herr von Horn, Altena, Gaesbeek und Herstal, Sohn Wilhelms IV.
- Wilhelm V., 1344/57 bezeugt, 1345 Herr von Altena und Horn. Halbbruder Gerhards II.
- Wilhelm VI., † 1417, 1369 Herr zu Horn und Altena, Sohn Wilhelms V.
- Wilhelm VII., † 1433, 1414 Herr zu Horn etc., Sohn Wilhelms VI.

## Grafen von Horn
- Jakob I., † 1488, 1450 Reichsgraf von Horn, Sohn Wilhelms VII.
- Jakob II., † 1530, Graf von Horn, Sohn Jakobs I.
- Jakob III., X 1531, 1530 Graf von Horn, Sohn Jakobs II.
- Johann, † 1540, 1531 Graf von Horn, Bruder Jakobs III.; ⚭ Anna von Egmond, † 1574, Tochter von Floris von Egmond, Graf von Büren, Witwe von Joseph de Montmorency zu Nevele etc. († 1530)
- Philippe de Montmorency, Graf von Horn, † enthauptet 1568, Sohn von Joseph de Montmorency und Anna von Egmond, von seinem Stiefvater kurz vor dessen Tod adoptiert, Graf von Horn, Freiherr von Altena

Die Grafschaft Horn wurde aufgrund der Verurteilung Philipps 1568 beschlagnahmt.

## Fürsten von Hornes
- Eugen Maximilian von Hornes, X 1709, 1659 3. Comte de Baucignies, Comte de Bailleul, 1677 spanisch-niederländischer Prince de Hornes, ein Nachkomme Graf Wilhelms IV.
- Philipp Emanuel, † 1718, 1709 2. Prince de Hornes, 4. Comte de Baucignies, Comte de Bailleul, 1709 Comte de Houtekerke, Sohn von Fürst Eugen Maximilian
- Maximilian Emanuel, † 1763, 1718 3. Prince de Hornes, 5. Comte de Baucignies etc., 1736 Reichsfürst von Hornes – keine männlichen Nachkommen. Seine Erbtochter heiratete den Fürsten Philipp Joseph zu Salm-Kyrburg, der ab 1763 auch den Titel „Fürst von Hornes und Overisque“ führte. 1905 erlosch die Linie Salm-Kyrburg im Mannesstamm.

Die Reichsgrafschaft Hoorn gehörte über das Hochstift Lüttich (das 1576 die Oberaufsicht, Schutz und Schirm über Hoorn erlangt hatte) zum Rheinisch-Westfälischen Reichskreis und gelangte mit Lüttich 1795 de facto und 1801 de iure an Frankreich und 1815 an das Königreich der Niederlande.
Mit dem vierten Reichsgrafen von Hoorn war die Familie in der Hauptlinie 1540 ausgestorben.
Aus der jüngeren Linie des Adelsgeschlechtes Horn, der Linie der Linie der Vizegrafen von Veurne, erhielt 1677 Eugen Maximilian von Hornes, seit 1659 3. Comte de Baucignies, den spanisch-niederländischen Titel eines Prince de Hornes. Der 3. Prince de Hornes wurde 1736 als Fürst von Hornes in den Reichsfürstenstand erhoben. Mit dessen Töchtern starb das Haus Horn dann 1826 ganz aus.
Der Schwiegersohn des letzten Fürsten von Hornes, der Fürst Philipp Joseph zu Salm-Kyrburg, führte ab 1763 auch die Titel „Fürst von Hornes und Overisque“.